# گرگوار آمیوت
گرگوار آمیوت (انگلیسی: Grégoire Amiot؛ زادهٔ ۱۰ مهٔ ۱۹۹۵) بازیکن فوتبال اهل فرانسه است.
از باشگاه‌هایی که در آن بازی کرده‌است می‌توان به باشگاه فوتبال استاد رنس، باشگاه فوتبال فورتونا سیتارد، و باشگاه فوتبال تولوز اشاره کرد.